# Latijnse Wikipedia
De Latijnse versie van Wikipedia (Latijn: Vicipaedia Latina) is opgericht in mei 2002 en heeft sinds 19 april 2012 meer dan 73.000 artikelen. Op de Lijst van Wikipedia's naar aantal artikelen staat de Latijnse Wikipedia op de 46ste, en op de Lijst van Wikipedia's op basis van sample-artikelen op de 38ste plaats. De Latijnse Wikipedia is de eerste en de grootste Wikipedia in een 'dode taal'. 
Het probleem voor de Latijnse Wikipedia is, dat dit een taal betreft die geen moedertaalsprekers meer heeft, dus een dode taal is. Dit maakt bijdragen aan deze taalversie gecompliceerd omdat spellingsregels wel vastliggen maar juist gebruik van grammatica geen makkelijke zaak is. Bijdragers zijn dan ook vaak docenten en studenten die deze klassieke taal bestuderen, maar ook schrijvers uit de katholieke kerkgemeenschap die met deze taal werken aangezien nog steeds officiële stukken van de Rooms-Katholieke Kerk in het Latijn geschreven worden.